# HEMK1
HEMK1 (англ. HemK methyltransferase family member 1) – білок, який кодується однойменним геном, розташованим у людей на короткому плечі 3-ї хромосоми.  Довжина поліпептидного ланцюга білка становить 338 амінокислот, а молекулярна маса — 38 231.
| 10         |  | 20         |  | 30         |  | 40         |  | 50         |
| ---------- |  | ---------- |  | ---------- |  | ---------- |  | ---------- |
| MELWGRMLWA |  | LLSGPGRRGS |  | TRGWAFSSWQ |  | PQPPLAGLSS |  | AIELVSHWTG |
| VFEKRGIPEA |  | RESSEYIVAH |  | VLGAKTFQSL |  | RPALWTQPLT |  | SQQLQCIREL |
| SSRRLQRMPV |  | QYILGEWDFQ |  | GLSLRMVPPV |  | FIPRPETEEL |  | VEWVLEEVAQ |
| RSHAVGSPGS |  | PLILEVGCGS |  | GAISLSLLSQ |  | LPQSRVIAVD |  | KREAAISLTH |
| ENAQRLRLQD |  | RIWIIHLDMT |  | SERSWTHLPW |  | GPMDLIVSNP |  | PYVFHQDMEQ |
| LAPEIRSYED |  | PAALDGGEEG |  | MDIITHILAL |  | APRLLKDSGS |  | IFLEVDPRHP |
| ELVSSWLQSR |  | PDLYLNLVAV |  | RRDFCGRPRF |  | LHIRRSGP   |  |            |

A: Аланін

C: Цистеїн

D: Аспарагінова кислота

E: Глутамінова кислота

F: Фенілаланін

G: Гліцин

H: Гістидин

I: Ізолейцин

K: Лізин

L: Лейцин

M: Метіонін

N: Аспарагін

P: Пролін

Q: Глутамін

R: Аргінін

S: Серин

T: Треонін

V: Валін

W: Триптофан

Кодований геном білок за функціями належить до трансфераз, метилтрансфераз. 
Задіяний у такому біологічному процесі як поліморфізм. 
Білок має сайт для зв'язування з s-аденозил-l-метіоніном. 
Локалізований у мітохондрії.